# Patriarchenkloster Peć
Koordinaten: 42° 39′ 40″ N, 20° 15′ 55,8″ O

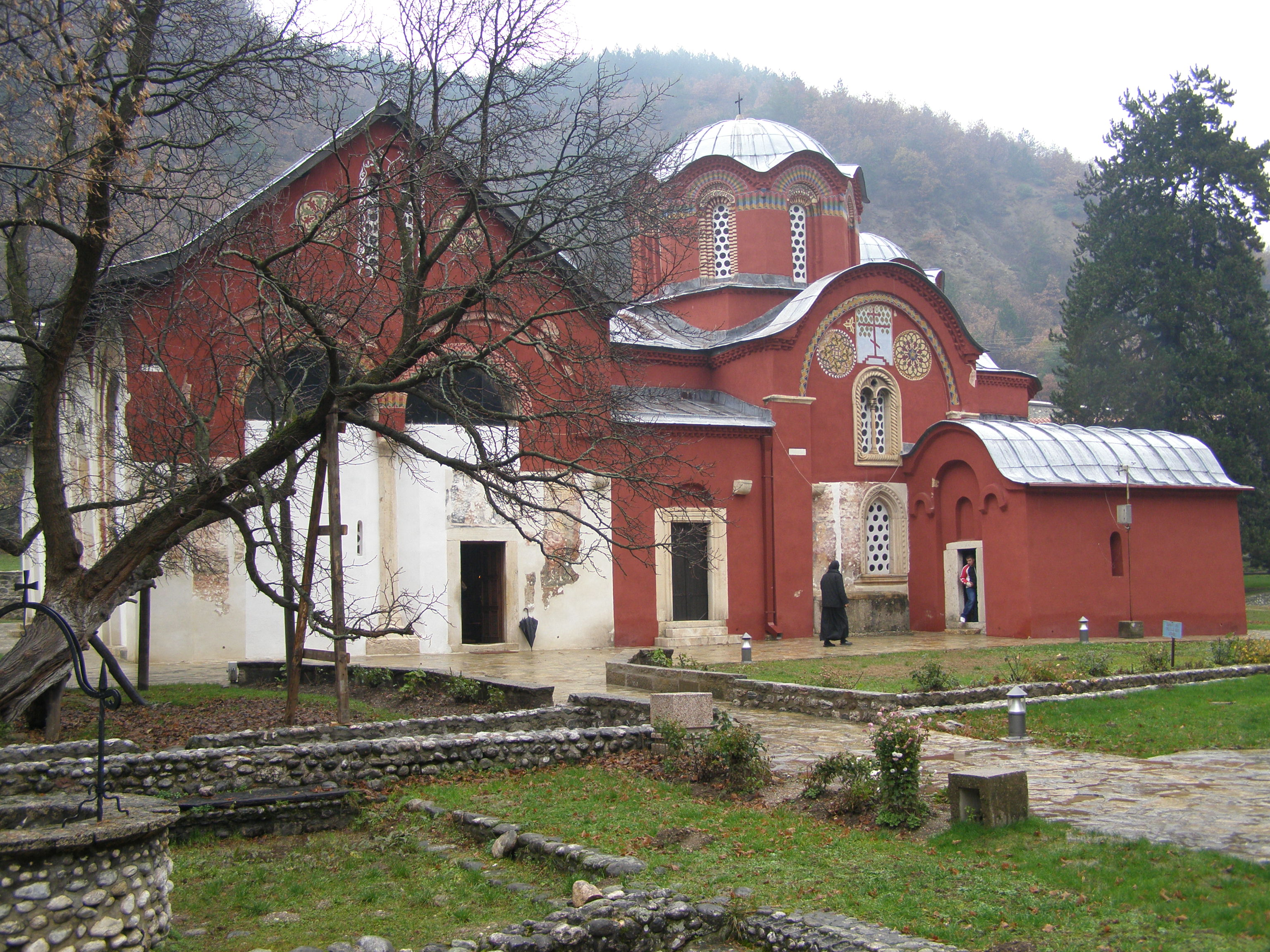
Kirchengebäude des Patriarchenklosters Peć

Das Patriarchenkloster Peć in Peja (serbisch Манастир Пећка патријаршија Manastir Pećka patrijaršija, albanisch Patrikana e Pejës) ist ein serbisch-orthodoxes Kloster.

## Lage
Das Kloster liegt etwa einen Kilometer westlich der Stadt an der Pećka Bistrica, die hier aus der Rugova-Schlucht heraustritt. Im Klosterhof stehen mehrere große Bäume, darunter der Scham-Maulbeerbaum.
Das Kloster ist für Besucher grundsätzlich geöffnet. Die Über- und Bewachung wird durch die KFOR und die kosovarische Polizei übernommen.

## Geschichte
Da das Zentrum des serbischen Erzbistums, das Kloster Žiča, durch die nahegelegene Grenze gegen Ungarn stark gefährdet war, beauftragte der Heilige Sava von Serbien seinen Nachfolger Arsenije (1234–1263/67), nach einem sicheren Ort für den Sitz des Erzbistums zu suchen. So wurde zunächst in der ersten Hälfte des 13. Jahrhunderts am Ausgang der Rugovaschlucht die Apostelkirche mit Teilen eines Vorgängerbaus (vermutlich des 11. Jahrhunderts) errichtet. Die Kirche ist im Stil der Raška-Schule sehr schlicht erbaut, einschiffig mit Querschiff, Kuppel und halbkreisförmiger Apsis. Erzbischof Nikodim (1316–1325) ersetzte eine Seitenkapelle der Apostelkirche durch die dem Heiligen Demetrios von Thessaloniki geweihte Demetriuskirche an der Nordseite. Um 1330 ließ Nikodims Nachfolger Danilo II. im Süden die Kirche der Gottesmutter Hodegetria mit der Nikolauskapelle und einen gemeinsamen, offenen Narthex für alle drei Kirchen errichten, der im 16. Jahrhundert zu einem geschlossenen Gebäude umgebaut wurde. Demetrius- und Marienkirche haben nach byzantinischem Vorbild einen kreuzförmigen Grundriss, Fenster und Portale tragen reichen plastischen Schmuck. Obwohl die Anlage aus verschiedenen Epochen stammt, bildet der Komplex eine geschlossene, harmonisch wirkende Einheit.

## Kunst

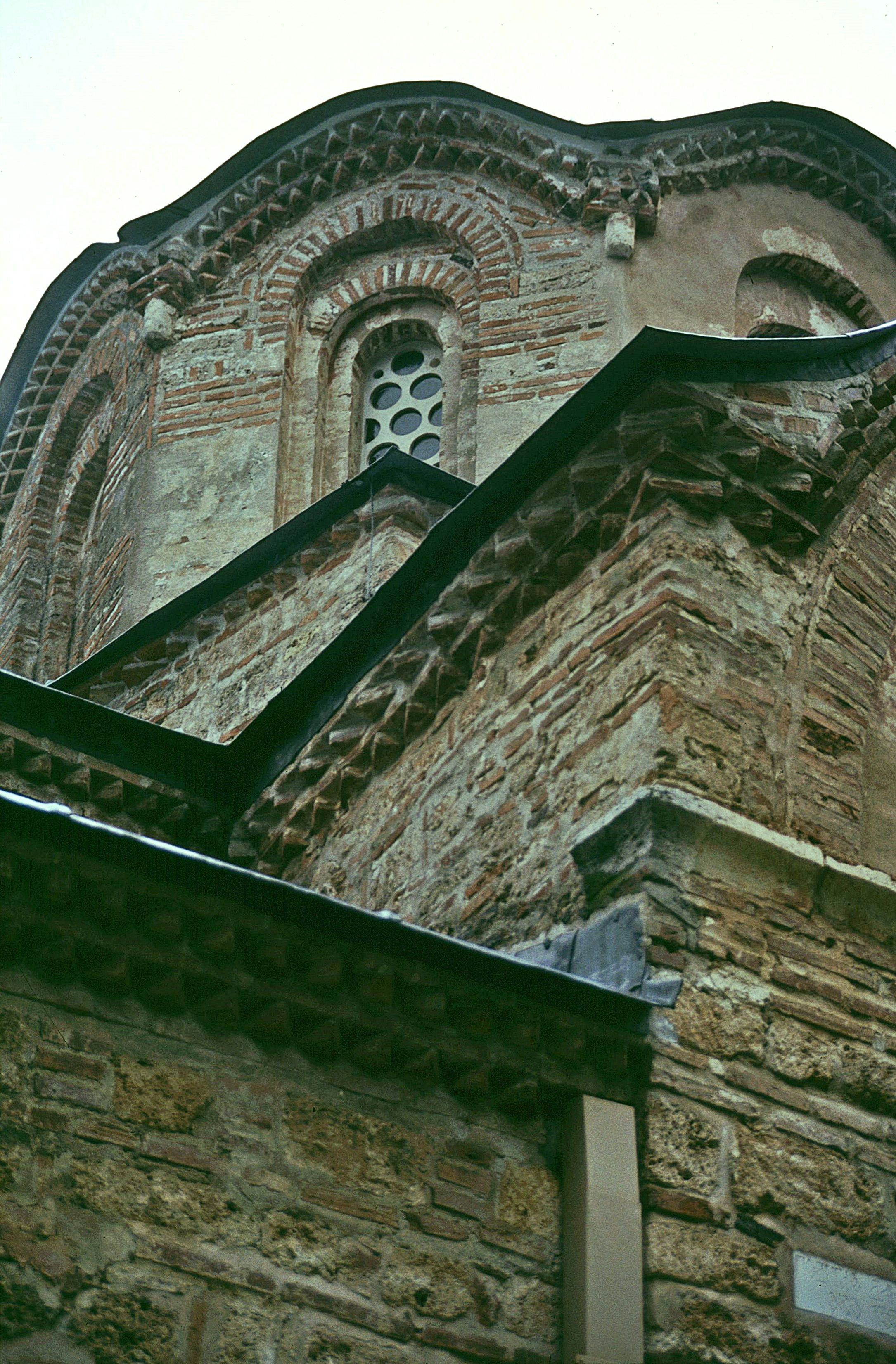
Detail des Patriarchklosters Peć, Zustand 1989

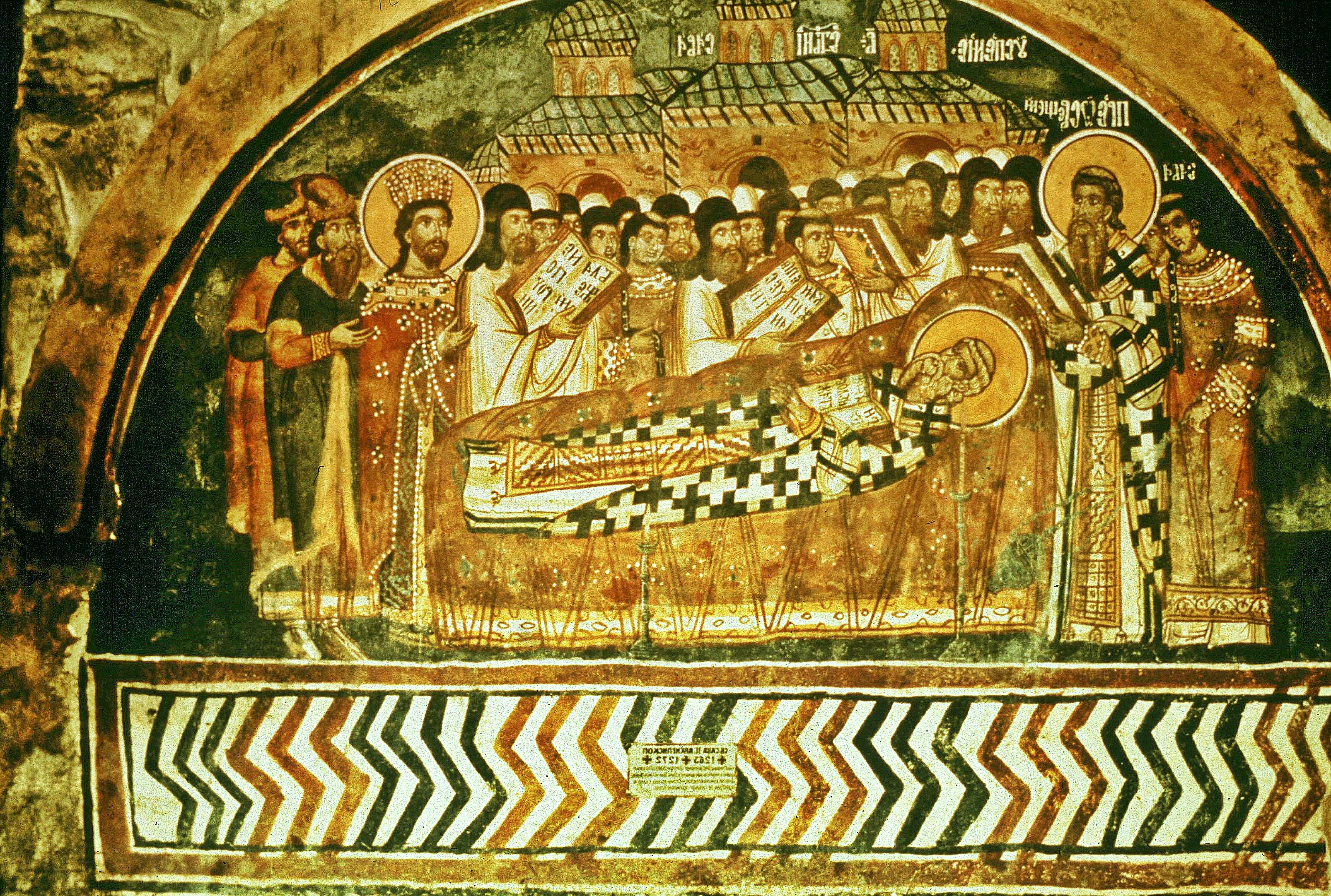
Patriarchenkloster Peć, Begräbnis des Heiligen Sava II.

Der Kirchenkomplex erinnert stark an die Architektur der Athosklöster und hat besonders im Kloster Vatopedi ein Vorbild, das den serbischen Mönchen sehr nahestand. Beide Stifter des Patriarchenklosters hatten Gelegenheit, die Klöster des Heiligen Berges zu sehen und waren einige Jahre Äbte im Kloster Hilandar.
Anhand der Fresken aus vier Jahrhunderten lässt sich die Entwicklung der serbischen Malerei vom 13. bis zum 16. Jahrhundert verfolgen. Die Fresken der Apostelkirche lassen die starke Bindung an die byzantinische Tradition erkennen: die Gesichtszüge sind streng und die Gewänder stilisiert. Das Innere der Kuppel wird von einer Darstellung der Himmelfahrt Christi ausgeschmückt, auf den Feldern der Gewölbebögen darunter die Ausgießung des Heiligen Geistes und der ungläubige Thomas, weiter unten das Abendmahl und die Auferweckung des Lazarus. Die bedeutendsten Gemälde der Demetriuskirche sind die Zyklen über das Leben der Heiligen und die großen Kirchenfeste. In der Marienkirche sind um Christus in der Kuppel die Psalmworte vermerkt, die ihn als Herrscher des Universums lobpreisen. Zwischen den Fenstern erscheinen Propheten mit sechsflügeligen Seraphim, auf den Pendentifs sind die Personifikationen der Evangelisten dargestellt. Im Narthex sind das prachtvoll gemalte Jüngste Gericht und der Stammbaum der Nemanjiden (14. Jahrhundert) hervorzuheben.
Der Klosterschatz birgt kostbare Ikonen mit Exemplaren aus dem 14. bis 19. Jahrhundert, viele illustrierte Handschriften in altkirchenslawischer Sprache und Holz- und Steinskulpturen.
Mit seinen Kunstschätzen, Gräbern und Schreinen gilt das Patriarchenkloster als Schatzkammer serbischer Geschichte und heiligster Ort der serbisch-orthodoxen Kirche. Im Juli 2006 wurde es als Bestandteil der Mittelalterlichen Denkmäler im Kosovo in die Liste des UNESCO-Weltkulturerbes aufgenommen. Gleichzeitig wurde es wegen der rechtlich unklaren Situation des Kosovo und der schwierigen Sicherheitslage auf der Roten Liste des gefährdeten Welterbes eingetragen.
Im März 2009 ließ Bischof Artemije das Kloster rot anmalen, um es „besser sichtbar zu machen“. Zudem wurden Ornamente an der Fassade verändert. Das serbische Kultusministerium und das serbische Denkmalamt kritisierten das Vorhaben sehr scharf.